# Javain Brown
Pour les articles homonymes, voir Brown.
Javain Brown, né le 9 mars 1999 à Kingston en Jamaïque, est un footballeur international jamaïcain. Il joue au poste d'arrière droit au Real Salt Lake en MLS.

## Biographie

### En club
Né à Kingston en Jamaïque, Javain Brown commence le football au Kingston College. Il y est notamment capitaine de son équipe, avant de rejoindre Harbour View. Il rejoint ensuite les Bulls de South Florida en première division de la NCAA.
Le 17 février 2021, Javain Brown signe aux Whitecaps de Vancouver, franchise de Major League Soccer, après avoir été sélectionné au dernier repêchage universitaire.
Brown joue son premier match pour Vancouver le 16 mai 2021, lors d'une rencontre de MLS face au Sporting de Kansas City. Il entre en jeu à la place de Jakob Nerwinski lors de ce match perdu par son équipe (3-0 score final).
Le 14 janvier 2022, Brown signe un nouveau contrat avec les Whitecaps, le liant au club jusqu'en décembre 2024, avec une saison supplémentaire en option,.
Brown inscrit son premier but pour les Whitecaps le 31 juillet 2022, lors d'une rencontre de MLS face au Nashville SC. Titulaire, il marque le but égalisateur de son équipe en fin de match (1-1 score final).

### En sélection
Javain Brown honore sa première sélection avec l'équipe nationale de Jamaïque le 25 août 2017, lors d'un match amical face à Trinité-et-Tobago. Il est titularisé et son équipe s'impose par deux buts à un.